# Милан Стојановић (астроном)
Др Милан Р. Стојановић ( Ивањица, 15. март 1984) српски је астроном.
Дипломирао је 2009. године на Математичком факултету у Београду, где је и докторирао 2017. године. Запослен је као научни сарадник на Астрономској опсерваторији у Београду. Oбјавио је преко 20 научних и другиx радова. Написао је књигу „Милутин Миланковић и Астрономска опсерваторија у Београду“ заједно са колегом Миланом Радованцем, коју је објавила Астрономска опсерваторија. Активно се бави популаризацијом астрономије и науке уопште.